# Bundesautobahn 281
Bundesautobahn 281 (em português: Auto-estrada Federal 281) ou A 281, é uma auto-estrada na Alemanha.
A Bundesautobahn 281 tem 2 km de comprimento.

## Estados
Estados percorridos por esta auto-estrada:
- faltaestado